# Fredrik Norén
Fredrik Norén (* 21. April 1941 in Solna, Stockholms län; † 13. Mai 2016) war ein schwedischer Schlagzeuger und Bandleader des  Modern Jazz.

## Leben und Wirken
Norén wurde in den 1960er Jahren durch seine Auftritte im Jazzclub Gyllene Cirkeln (auch: The Golden Circle) bekannt, wo er u. a. mit gastierenden US-amerikanischen Musikern wie Ben Webster oder Dexter Gordon spielte. In den 1970er Jahren war er Mitglied der Band von Lars Gullin. 1978 gründete er eine eigene Formation, Fredrik Norén Band (FNB), in der u. a. Joakim Milder, Christian Spering, später Esbjörn Svensson und in den 1990er Jahren Magnus Broo und Fredrik Ljungkvist spielten. In dieser Zeit trat er mit seiner Band im Stockholmer Jazzclub Fasching auf. Die FNB wurde 1980 als beste New-Jazz-Gruppe Schwedens ausgezeichnet.
Mit Bobo Stenson und Palle Danielsson wirkte Norén 1993 an Joakim Milders Album Sister Majs blouse mit; 1998 erschien Noréns Album Epilogue mit Kompositionen von Börje Fredriksson. Im Quartett mit Bernt Rosengren, Lars Sjösten und Palle Danielsson entstand Late Date mit Musik von Lars Gullin. Mit brasilianischen Musikern aus Bahia nahm er 2004 das Album Coneccão Suecia Bahia auf. 2006 erhielt er den Lars-Gullin-Preis und den Lars-Färnlöf-Preis. Weiterhin spielte er mit dem Quintett von Staffan Abbeleen.
Nach Ansicht der Autoren Richard Cook und Brian Morton kann Noréns Band als Schwedens Hardbop-Antwort auf Art Blakeys Jazz Messengers angesehen werden. 

Fredrik Norén ist nicht mit dem gleichnamigen schwedischen Jazztrompeter zu verwechseln, der das Stockholm Jazz Orchestra leitet.

## Diskographische Hinweise
- Jazz in Sweden (1980)
- The Snake (1984)
- Juan Carlos (1988)
- To Mr J (Sonet, 1990)
- One Day in May (Mirrors, 1995)
- The Pelican (1997)
- T (Mirrors, 1999)
- FNB Plays (2002)